# 전사 (역사서)
전사(戰史, 그리스어: Υπερ των Πολεμων)는 6세기 동로마 제국의 저술가였던 프로코피우스의 저작이다.

## 개요
프로코피우스는 황제 유스티니아누스 1세의 장군 벨리사리우스의 종군 비서관으로서, 벨리사리우스에 의한 반달 왕국과 동고트 왕국의 정복전쟁에 종군했다. 《전사》는 그 경험을 바탕으로 반달 전쟁과 고트 전쟁에 대해, 유스티니아누스 1세를 칭송하면서 쓴 것이다. 한편으로 프로코피우스는 《비사(秘史)》라는 비밀스러운 저작도 남겼는데 여기서는 유스티니아누스와 그 황후 테오도라를 신랄하게 비판하고 있으며, 단 프로코피우스 생전에는 공개되지 않았다.
프로코피우스의 《비사》를 2015년 한국의 도서출판사 들메나무에서 《비잔틴제국 비사》라는 제목으로 번역, 출판하였다.

## 같이 보기
- 벨리사리우스
- 유스티니아누스
- 테오도라
- 프로코피우스